# Objektiv
V optice je objektiv optický prvek, který shromažďuje světlo z pozorovaného objektu a vytváří skutečný obraz objektu. Objektiv může být tvořen jednou spojnou čočkou nebo zrcadlem nebo kombinací několika optických prvků. Používají se v mikroskopech, dalekohledech, triedrech, fotoaparátech, diaprojektorech, CD přehrávačích a mnoha dalších optických přístrojích.

## Objektiv mikroskopu

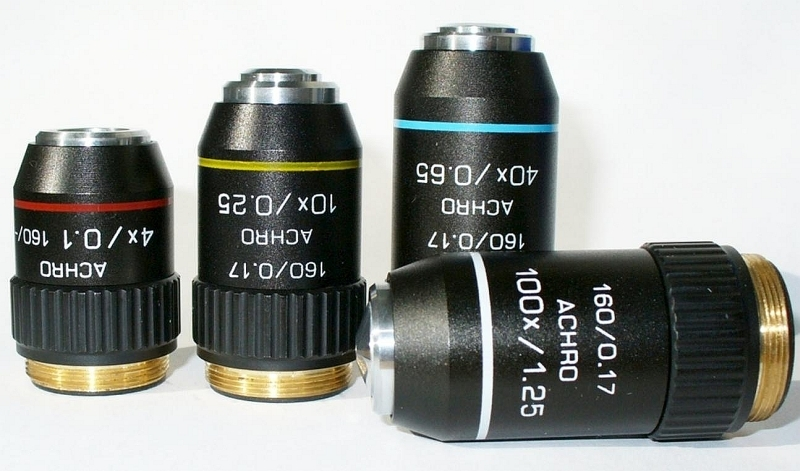
Sada achromatických objektivů

Objektiv je nejdůležitější část optického mikroskopu, která určuje zvětšení a kvalitu výsledného obrazu. Je to ta část optické soustavy, která směřuje dolů ke vzorku, jeho funkcí je soustředit světlo ze vzorku a vytvořit zvětšený, skutečný a převrácený obraz sledovaného objektu, který je následně pozorován okulárem. Objektiv samotný je nejčastěji válec obsahující soustavu několika čoček, které dohromady tvoří spojku s velmi krátkou ohniskovou vzdáleností v řádu milimetrů. Aby byl obraz vytvořený objektivem skutečný, musí být pozorovaný předmět umístěn mezi ohniskem a dvojnásobnou ohniskovou vzdáleností.

Princip imerzního objektivu: přední čočka objektivu (index lomu n=1,51) nahoře a krycí sklíčko (n=1,51) dole, mezi nimi vlevo vzduch (n=1,00) a vpravo imerzní olej (n=1,51), červeně paprsky z pozorovaného vzorku.

Imerzní objektiv je speciální typ objektivu konstruovaný pro práci s imerzním olejem nebo jinou imerzní kapalinou (např. vodou nebo glycerinem). Imerzní kapalina vyplňuje mezeru mezi pozorovaným objektem nebo krycím sklíčkem a přední čočkou objektivu. Díky tomu imerzní objektiv zachytí širší kužel světla, což umožňuje dosáhnout vyššího rozlišení. Imerzní objektivy mají malou pracovní vzdálenost (od sklíčka k přední čočce), obvykle se používají pro velká zvětšení (100 a více).
Na objektivu mikroskopu bývají obvykle uvedeny následující údaje:
- zvětšení
- numerická apertura
- délka tubusu
- tloušťka krycího sklíčka
- korekce optických vad
- barevný kroužek (odpovídá zvětšení)
- u imerzních objektivů údaj o imerzním médiu

Mohou být uvedeny i další informace, například výrobce, pracovní vzdálenost, speciální optické vlastnosti.

### Zvětšení
Jednou z nejdůležitějších vlastností mikroskopového objektivu je jeho zvětšení. Může být od 0,5x až do 250x. Obvyklá řada zvětšení je 4x, 10x, 40x a 100x, jiné hodnoty jsou méně časté. Celkové zvětšení mikroskopu je dáno součinem zvětšení objektivu a zvětšení okuláru. Zvětšení mikroskopu lze měnit výměnou objektivu. Obvykle je na mikroskopu revolverová hlavice s větším počtem objektivů (3 až 5) různého zvětšení zaostřených na přibližně stejnou vzdálenost, takže po výměně objektivu stačí mírně doostřit. 
Pro snazší orientaci je zvětšení objektivu označeno i barevným kroužkem: bez barevného kroužku – 0,5x, černý – 1 až 1,5x, hnědý nebo oranžový – 2 až 2,5x, červený – 4 až 5x, žlutý – 10x, zelený – 16 až 20x, tyrkysový – 25 až 35x, světle modrý – 40 až 50x, kobaltová modř – 60 až 63x, bílý – 100 až 250x.

### Numerická apertura a imerzní médium

Numerická apertura tenké čočky

Numerická apertura objektivu NA je definována:
{\displaystyle \mathrm {NA} =n\sin \theta ,}
kde:
- n je index lomu média, ve kterém objektiv pracuje (1,00 pro vzduch, 1,33 pro čistou vodu, 1,515 pro nejběžnější imerzní olej, 1,47 pro glycerin, 1,66 pro bromonaftalen, 1,74 pro methylenjodid)[2] a
- θ je úhel okrajového paprsku (viz obrázek vpravo).

Numerická apertura určuje rozlišovací schopnost objektivu. Velikost nejjemnějšího detailu, který lze zobrazit (rozlišení) je úměrná λ⁄2NA, kde λ je vlnová délka světla. Objektiv s větší numerickou aperturou je schopen zobrazit jemnější detaily než objektiv s menší numerickou aperturou. Za předpokladu kvalitní optiky (omezená difrakce) objektiv s větší numerickou aperturou soustřeďuje více světa a obecně poskytuje jasnější obraz za cenu menší hloubky ostrosti.
Numerická apertura běžných, tzv. suchých objektivů je vždy menší než 1,0 (v praxi 0,96). Vyšších hodnot lze dosáhnout vyplněním mezery mezi vzorkem a objektivem vhodnou kapalinou (imerzní médium), která má vyšší index lomu než vzduch. Pro tento způsob práce se používají speciální, tzv. imerzní objektivy, které díky tomu mají větší rozlišovací schopnost.
Numerické apertury objektivů se pohybují obvykle od 0,1 do 1,25 v závislosti na zvětšení. U imerzních objektivů je vedle apertury doplněno označení imerzního média, pro které je objektiv konstruován: olej (Oil, Oel), voda (Water, Wasser, WI), glycerin (Gly), homogenní (HI).

### Délka tubusu
Historicky byly mikroskopy konstruovány s konečnou mechanickou délkou tubusu. Různí výrobci používali různé standardy v rozsahu přibližně 150 až 200 mm (nejčastěji 160, 170 nebo 180 mm). Použití objektivu a mikroskopu, které byly navrženy pro různé délky tubusu, povede ke sférické aberaci.
Moderní mikroskopy jsou často konstruovány s neomezenou délkou tubusu – optická soustava je korigována na nekonečno. Pozorovaný vzorek se umísťuje do ohniskové vzdálenosti objektivu, ze kterého potom vychází svazek rovnoběžných paprsků. Primární obraz se vytvoří až pomocí tubusové čočky umístěné před okulárem. Délka tubusu není pevně dána. Výhodou je možnost umístit do optické cesty další komponenty. Objektivy tohoto typu jsou na místě délky tubusu označeny symbolem nekonečna (∞).

### Tloušťka krycího sklíčka
Zejména biologické vzorky jsou obvykle pozorovány pod krycím sklíčkem, což způsobuje zkreslení obrazu. Naproti tomu tzv. "metalurgické" objektivy jsou určeny pro odražené světlo a nepoužívají krycí sklíčka. Objektivy, které jsou navrženy pro použití s krycím sklíčkem, toto zkreslení korigují a obvykle je na nich údaj o tloušťce krycího sklíčka, pro které jsou navrženy, uveden (nejčastěji 0,17 mm – standard výrobců krycích skel). Některé objektivy mají korekční kroužek umožňující v určitém rozsahu přizpůsobit objektiv tloušťce sklíčka.
Rozdíl mezi objektivy navrženými pro použití s krycími sklíčky nebo bez nich je významný pro objektivy s velkou numerickou aperturou (velké zvětšení), u objektivů s nízkým zvětšením je vliv krycího sklíčka malý.
Na objektivu je uveden údaj o doporučené tloušťce krycího sklíčka (např. 0,17, případně 0 pro práci bez sklíčka nebo – může-li objektiv pracovat se sklíčkem i bez sklíčka), u objektivů s korekčním kroužkem je uveden rozsah tlouštěk sklíček (např. 0,13 – 0,23), případně přítomnost korekčního kroužku (Corr, w/Corr, CR).

### Korekce optických vad
V průběhu vývoje jsou optické vady objektivů (chromatická aberace a sférická aberace) čím dál lépe eliminovány (korigovány). Nejjednodušší (a nejlevnější) jsou achromatické objektivy, které zobrazují shodně dvě barvy (obvykle modrou a červenou). Nejlepší barevnou korekci mají apochromatické objektivy. Fluoritové objektivy (semi-apochromáty) měly původně některé čočky z fluoritu, jsou někde mezi jak z hlediska kvality, tak z hlediska ceny.
Korekce optických vad je na těle objektivu uvedena textem nebo zkratkou:
- achromatické objektivy – obvykle bez označení, případně Achro nebo Achromat
- fluoritové objektivy – Fluar, Fluotar, Fluor, Neofluar, případně Fl
- apochromatické objektivy – Apo
- objektivy korigující sférickou vadu – Plan, Plano, EF, Pl, SuperPlano SPlan a podobně, označení je uvedeno obvykle před označením korekce chromatické aberace.

### Pracovní vzdálenost
U některých objektivů je uvedena i pracovní vzdálenost (značená WD), což je vzdálenost mezi vzorkem a objektivem. S rostoucím zvětšením se pracovní vzdálenosti obecně zmenšuje. Je-li potřeba více místa lze použít speciální objektivy s delší pracovní vzdálenosti (L, LL, LD, LWD), případně extra-, super- a ultradlouhou pracovní vzdáleností (ELWD, SLWD, ULWD).

### Speciální objektivy
Existuje řada objektivů speciálního určení, například:
- pro polarizované světlo (P, Po, POL)
- pro fázový kontrast (PH)
- pro diferenciální interferenční kontrast (DIC)
- bez chromatické aberace (CF - chromatical aberration free)
- monochromáty - pro světlo určité vlnové délky
- širokoúhlé objektivy (W, WE, GF)
- zrcadlové objektivy - bez chromatické aberace, větší rozsah vlnových délek (UV záření), velká pracovní vzdálenost

## Fotoaparát, kamera a projektor

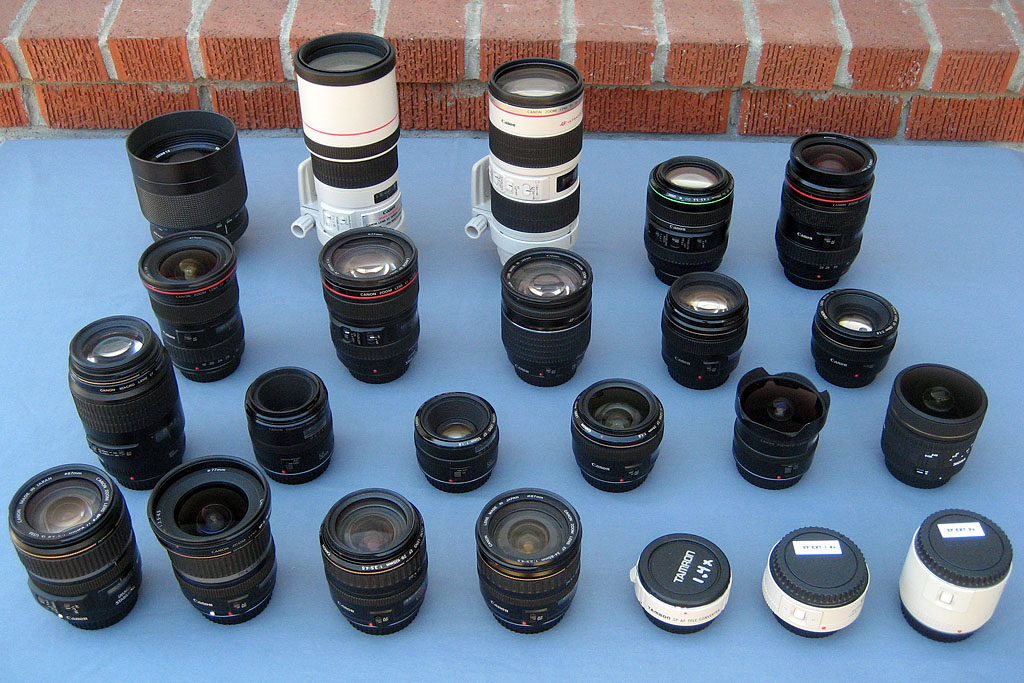
Sada fotografických objektivů

Mezi objektivem fotoaparátu a kamery v podstatě není rozdíl. Od objektivu dalekohledu nebo mikroskopu se liší výrazně širším zorným polem (úhlem záběru), musí rovněž umožňovat zaostření na různou vzdálenost. Kvůli potlačení optických vad je tvořen soustavou několika čoček a/nebo jejich skupin. Součástí fotografického objektivu je (obvykle irisová) clona pro regulaci množství procházejícího světla a hloubky ostrosti záběru. Součástí některých objektivů je i závěrka.
Fotografické objektivy se vyrábějí v široké škále ohniskových vzdáleností. Delší ohniskové vzdálenosti (teleobjektivy) jsou určeny pro fotografování vzdálených objektů (sportovní reportáže, zvířata v přírodě). Širokoúhlé objektivy s kratší ohniskovou vzdáleností jsou vhodné pro fotografování v malém prostoru nebo pro získání nezvyklé perspektivy nebo deformovaného obrazu (tzv. rybí oko). Existují i objektivy s proměnnou ohniskovou vzdáleností (zoom).
Objektiv projektoru je z optického hlediska velmi podobný objektivu fotoaparátu, pouze směr zobrazení je obrácený.

## Objektiv dalekohledu

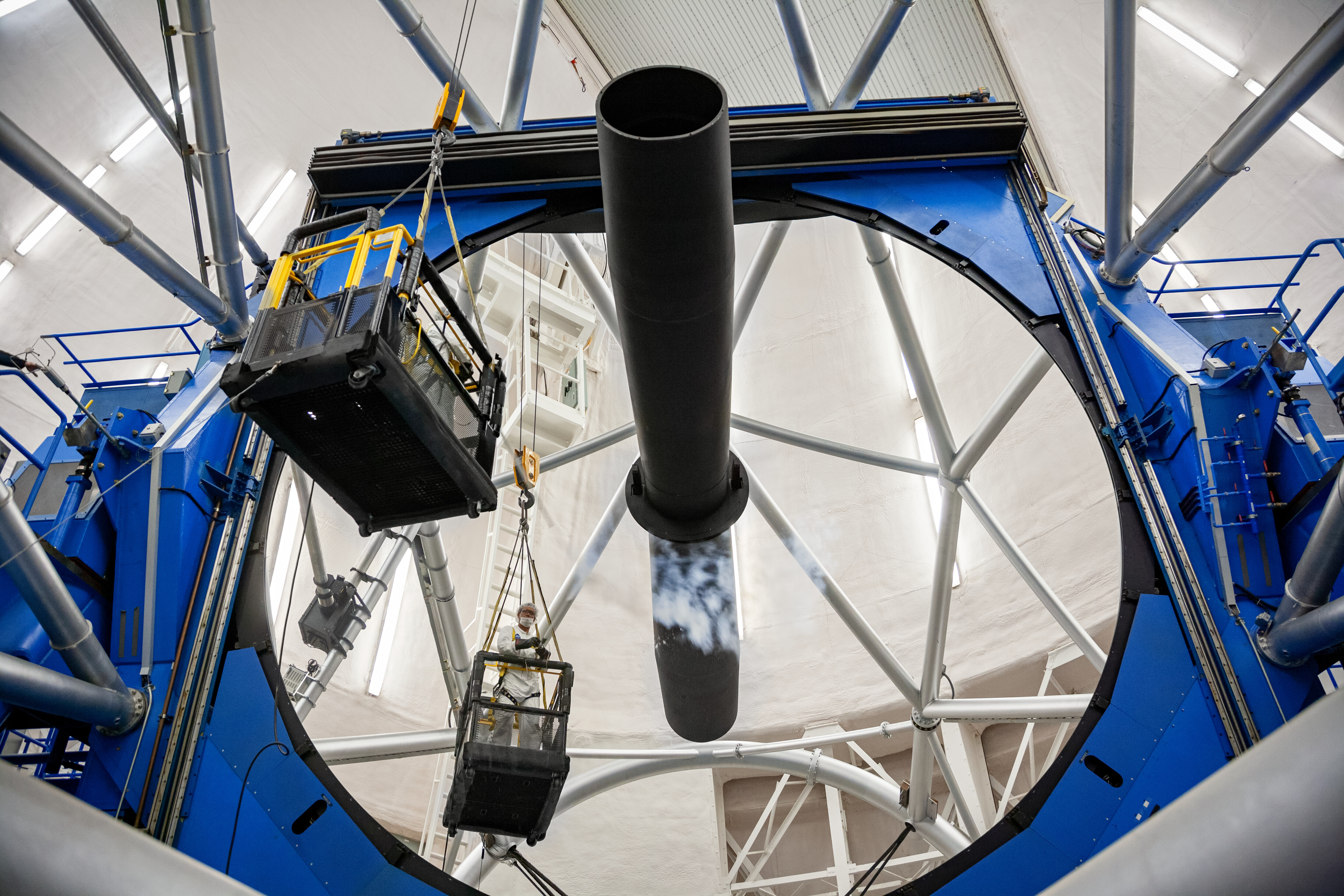
Primární zrcadlo hvězdářského dalekohledu

U refrakčního dalekohledu (případně triedru, puškohledu a podobných) je objektivem vstupní čočka, u zrcadlového nebo katadioptrického teleskopu je jím primární zrcadlo. Množství zachyceného světla a úhlové rozlišení teleskopu přímo souvisí s průměrem (neboli „aperturou“) jeho objektivu. Čím je větší (nezastíněná) plocha objektivu, tím méně jasné objekty lze zobrazit. Čím je větší průměr objektivu, tím jemnější detaily lze rozlišit. Zastínění střední části primárního zrcadla teleskopu sekundárním zrcadlem sice snižuje množství zachyceného světla, ale nesnižuje úhlové rozlišení teleskopu.